# Higher Self
『Higher Self』（ハイヤー・セルフ）は、日本のシンガーソングライターである氷室京介の3枚目のオリジナル・アルバム。
1991年4月6日に東芝EMIのイーストワールドレーベルからリリースされた。前作『NEO FASCIO』（1989年）より1年7か月ぶりとなる作品であり、ほぼ全曲に亘り作詞は松井五郎、作曲は氷室、編曲は氷室および西平彰、SP≒EEDが共同で行いプロデュースは西平が担当している。
レコーディングには前年のコンサートツアーに帯同したバックバンドであるSP≒EEDが参加しており、SP≒EEDとのセッションにより制作された曲が多く収録されている。前作がファシズムをテーマにしたコンセプト・アルバムであったのに対し、本作はコンセプトがないことが特徴となっている。
本作はオリコンアルバムチャートにおいて最高位第1位を獲得、売り上げ枚数は40万枚を超えたため日本レコード協会からプラチナ認定を受けている。本作からは先行シングルとしてフジテレビ系木曜劇場『恋のパラダイス』（1990年）の主題歌として使用された「JEALOUSYを眠らせて」の他、ノンタイアップとなった「CRIME OF LOVE」がシングルカットされた。

## 背景
前作『NEO FASCIO』（1989年）リリース後、氷室は「NEO FASCIO TOUR」と題したコンサートツアーを同年10月6日の群馬音楽センター公演からツアーファイナルとなった1990年1月17日、18日の日本武道館公演まで23都市全36公演を実施した。ツアー中の1989年12月24日にはBOØWYのライブ・アルバム『“GIGS” JUST A HERO TOUR 1986』（1986年）が再リリースされ、オリコンアルバムチャートにおいて初登場第1位を獲得、売り上げ枚数は120万枚となった。その後「NEO FASCIO ENCORE TOUR ARENA '90」と題した追加公演を2月26日の福岡国際センター公演を皮切りに7都市全7公演を実施し、最終日の4月3日にはソロとして2度目となる東京ドーム公演を実現、5万6000人を動員した。
同年4月12日から放送開始されたフジテレビ系木曜劇場『恋のパラダイス』において氷室の楽曲「JEALOUSYを眠らせて」が主題歌として使用され、5月16日にシングルとしてリリースされた。同曲は氷室として初のテレビドラマ主題歌となった。また5月からはエフエム東京ラジオ番組『プレミア3』（1990年 - 1992年）における氷室のレギュラー出演が開始され、1991年3月まで継続することとなった。その後は前年のツアーにて結成されたバックバンドであるSP≒EEDが帯同する形で、7月7日に日比谷野外音楽堂にて開催された「GOLDEN AGE OF R&R」、8月12日に真駒内陸上競技場にて開催された「JT SUPER SOUND '89」、8月12日に仙台SUGOにて開催された「R&R OLYMPIC '90」、10月7日の自身の30歳の誕生日にはグリーンドーム前橋のこけら落し公演として開催された「GREAT DOUBLE BOOKING」の2日目に出演するなど多数のイベントライブに参加した他、10月27日に国立代々木競技場 第一体育館にて開催されたARBのラストライブにゲスト参加として氷室が単独で出演した。12月24日には前出のグリーンドーム前橋でのライブの模様やミュージック・ビデオ集が収録されたビデオ『Birth of Lovers』が限定10万本でリリースされ、初登場第2位を記録した。1991年2月27日には6枚目のシングル「CRIME OF LOVE」がリリースされた。

## 録音、制作
本作のレコーディングは中野区にあるサウンドスカイスタジオ、品川区にある東芝EMIテラスタジオ、六本木にあるセディックスタジオにて行われた。前作とは異なり前年のコンサートツアーに帯同していたバックバンドであるSP≒EEDと共に制作されており、これに関して氷室は「ソロになってみて、2枚アルバムを作って、バンドならではの楽しさ、共同作業の楽しさってものに、ちょっとホームシックになっていたのかもしれない」と述べ、ソロ第一弾のコンサートツアーから参加していたギタリストの友森昭一やドラマーの永井利光等と意思の疎通が上手くいっていた事もあり、全員でコミュニケーションを取りながらバンド的なアプローチで試行錯誤を重ねたという。本作のレコーディングは1曲単位で詰めていく方法ではなく、方向性が定まらない曲は後回しにして完成形が見えそうな楽曲から随時進められていた。
ディレクターの子安次郎は本来であればヒット曲となった「JEALOUSYを眠らせて」およびそのカップリング曲であった「LOVER’S DAY」を軸にアルバム制作を検討していたが、すぐにアルバム制作に取り掛からなかったため間が空き、後に氷室はバンドサウンドを軸にしたアルバム制作を希望、またエグゼクティブ・プロデューサーの石坂敬一が日本のヒット曲は「イントロは短くマイナー調」であるとの持論から「CRIME OF LOVE」がマイナー調であった事を絶賛、アルバムの方向性が決定する事となった。
本作では氷室がギター1本で制作したデモテープが用意され、完成までの制作はアレンジ担当の西平彰に委ねられる方法が取られた。デモテープには存在したが本作には収録されなかった楽曲が3曲程度あり、それらの楽曲はアレンジを施したもののSP≒EEDの演奏に合わない等の理由で没にしたと氷室は述べている。また氷室によればSP≒EEDのメンバーには聴かせていない制作曲が数十曲程度あったという。本作ではバンドサウンドを模索する方向性で進められていたが、実際にレコーディングに要した時間はそれほど膨大ではなかったと氷室は述べている。結果として本作収録曲は氷室が最初に制作した時点とは解釈が異なるものとなったが、それに対し氷室は「それはいい意味でだよ。オレがイメージしてるモノより超えていればオレにとってプラスなわけで、そこで何も依怙地になる必要は全然ないから」と述べた上で、本作ではボーカリストとしての側面が強く出た作品であるとも氷室は述べている。

## 音楽性と歌詞
アルバムタイトルの「Higher Self」とは、「大いなる自己、自分の精神性の高み」という意味である。収録曲の「CRIME OF LOVE」について2013年に氷室は、「自分が持っているマイナーなコードを持ったメロディの憂いの雰囲気、俺独自の持ち味と、永井利光のドラミングが大好きで、今聴いても全然古く感じない」と述べており、ミューズのアルバム『アブソルーション』（2003年）に収録された「タイム・イズ・ランニング・アウト」に引けを取らないドラミングであると述べるなど氷室本人は非常に気に入っている曲ではあるが、ライブでの演奏時に聴衆のリアクションがあまりなく、またインターネット上の意見としても同曲を好まないという意見が多いとも述べている。また歌詞はBOØWY時代の作詞において多用していた「メタファーを使ってちょっとシュールな感じ」へと回帰して作詞を行ったとも述べている。アルバム全体の歌詞について氷室は作詞家の松井五郎との間で、「『NEO FASCIO』みたいなちょっと高みにいる氷室京介じゃなく、もっと等身大、同視線上にいるオレを表現していこうか」等と話し合いを行っており、本作では全体的にラブ・ソングが多い構成になっていると述べている。氷室は松井の作詞に対して「STORMY NIGHT」では哲学的な面が導入されていることや、「MOON」では人間が最終的に向かうべき優しさの表現などがあるために、単なるラブ・ソングではなく大きなメッセージ性を内包していることから好んでいると述べている。
ディレクターの子安は、本作の音楽性に関しては突然変異的なものではなくライブアーティストとして必然性のあるものであったと述べ、「CRIME OF LOVE」に関してはミステリアスな雰囲気も含めてBOØWY時代とは異なるバンドサウンドであると指摘している。また収録曲の「MOON」は「月から見た地球」をテーマにした曲であり、「肌の色や宗教の違い、性別や貧富でいがみ合っているのは月からでは見えない。とても美しい星に見えるだろう」と氷室が語った事を引き合いに出し、「素晴らしい切り口」であると評価した。

## 楽曲

### side A
1. 「CRIME OF LOVE」
6枚目のシングル。詳細は「CRIME OF LOVE」の項を参照。
2. 「BLACK-LIST」
本曲は横揺れのダンサブルな楽曲として制作が進められたが、SP≒EEDの演奏によってスピード感が出たと氷室は述べた他、ベースの演奏を攻撃的なものにしたことにより、Bメロが変更されたとも述べている[18]。また、氷室は本曲が「ダンサブルもの」のイメージであったことからゆったり歌うことが出来たと述べている[18]。曲中のコーラスは西平が後から加えたものであり、これに対して氷室は「出てきたモノに呼応して臨機応変にアイデアが出る、それで予定したのと全然違う形になってもアリなわけよ。それが音楽だからさ」と述べ称賛している[18]。
3. 「VELVET ROSE」
本曲に関して氷室は「これは今までのオレにはなかった世界」であると述べており、氷室は従前から「洋楽のスリリングな部分を自然に出す」ということを目標としていたこともあり、本曲では「英語ノリのメロディーを持つスロー・バラードに日本語をつけるとどうなるか?」ということに挑戦した楽曲であると述べている[18]。
4. 「PSYCHIC BABY」
氷室によれば本曲は「SP≒EEDのメンバーでスタジオに入って彼らなりの氷室京介の解釈っていうか、オレが欲しがるであろうビート感を追求した一曲」であるという[18]。氷室は「WILD AT NIGHT」も同様の楽曲であると述べた上で、前年のツアーに帯同したことにより氷室の歌に合うバンド演奏を自分たちで形成したメンバーによる「一つの答え」であると述べている[19]。
5. 「MAXIMUM 100の憂鬱」
本曲はロックンロールの楽曲であるが氷室曰く「キッチュな匂い」が入っている曲でもあり、リフが効いているために「バンドのノリ」にになっていると述べている[14]。氷室本人としては歌い込まなければならない楽曲はスローなものが多いが、本曲はアップテンポであるにも拘わらず歌い込む必要があるほどメンバーの参加意識が高い楽曲であると述べている[14]。
6. 「WILD AT NIGHT」
氷室は本曲を「SP≒EEDからオレに向けての返答だし、リクエストかもしれないね」と述べた他、氷室がビート感という言葉を強調しすぎた結果、SP≒EEDのメンバーはナーバスになっていた面もあったかもしれないと述べている[16]。また氷室は「ただ心強いよね。二年間ライヴやってそういうメンバーができたことが」とも述べている[16]。

### side B
1. 「STORMY NIGHT」
氷室は本曲のメロディーに松井による歌詞が乗った際に自身の精神状態とオーバー・ラップする部分が多かったと述べており、何度も歌入れを行った後に帰宅の際の車の中でOKテイクをずっと聴いていたと述べた上で「よくぞこの詞を書いてくれた」とも述べている[16]。後にリミックス・アルバム『masterpiece #12』（1992年）においてリミックス・バージョンが収録された他、バラード・ベスト・アルバム『Ballad〜La Pluie』（2001年）に収録された。
2. 「CLIMAX」
「CRIME OF LOVE」のカップリング曲。デモテープ制作時に先の展開が読めずに没になりかけたが、試しにレコーディングを行ったところ友森昭一の弾いたギターの音色を氷室が気に入ったために採用となった[20]。氷室は友森のギターに対して「普通、こういうフレーズのアレンジにはこういうギターは弾かないっていうところを、物怖じせずに弾く姿勢がイイよね」と述べている[21]。
3. 「CABARET IN THE HEAVEN」
シャッフル的なノリにエイトビートのギター・カッティングが挿入されているなど氷室曰く「キッチュなナンバー」であり、「不思議な空間」であるとも述べている[21]。その影響で氷室自身も声色を変えたボーカルを披露している[21]。本曲の歌詞には破滅願望が表されており、氷室は自身の死の美学としてセックス・ピストルズに所属していたシド・ビシャスを例に挙げた上で、「最後に自分の人生完結するところまで見せてカッコイイっていうさ」とミーハーチックな憧れの感情を持っていると述べている[21]。また氷室は自殺願望を持っている訳ではないと述べた上で、年老いて醜い姿を晒してまで音楽活動は続けたくないとも述べている[21]。
4. 「MOON」
氷室は本曲について松井による歌詞が乗った後に特に好きになった曲であると述べている[22]。氷室は自身の確立したボーカルスタイルから離れ極限状態まで持っていくため、数十回程度歌い直しを行ったと述べている[22]。氷室は自らの歌について「結局、自分の心の置き方をどこに持っていくか? って答えを見つけることだからさ。今のオレにとって、歌うことはある部分でそうだし」と述べている[22]。後に7枚目のシングル「Urban Dance」（1992年）のカップリング曲として収録された。
5. 「JEALOUSYを眠らせて (REMIX VERSION)」
5枚目のシングル。アルバム収録に際して本作には溶け込まないという理由でボーナストラックに近い扱いでの収録となった[22]。氷室は「同じバンドが出した音でも、配列してみると違って聞こえるのは、やっぱり『Higher Self』が何かを成したからだと思う」と述べている[22]。詳細は「JEALOUSYを眠らせて」の項を参照。
6. 「LOVER'S DAY -SOLITUDE-」
「JEALOUSYを眠らせて」のカップリング曲であった「LOVER'S DAY」のインストゥルメンタル・バージョン。ビデオのタイトルバック用にレコーディングされたピアノ・バージョンを氷室が気に入り、演奏者である西平は反対したものの氷室の意向により収録されることとなった[22]。

## リリース、批評、チャート成績
| 専門評論家によるレビュー | 専門評論家によるレビュー |
| レビュー・スコア         | レビュー・スコア         |
| 出典                     | 評価                     |
| ------------------------ | ------------------------ |
| CDジャーナル             | 否定的                   |

本作は1991年4月6日に東芝EMIのイーストワールドレーベルよりCD、CTの2形態でリリースされた。また氷室のアルバムは本作以降レコードでのリリースはされていない。CDの初回限定版には24ページの写真集が同梱されていた。本作からは先行シングルとして1990年5月16日にフジテレビ系木曜劇場『恋のパラダイス』の主題歌として使用された「JEALOUSYを眠らせて」の他に、1991年2月27日にリリースされた「CRIME OF LOVE」がリリースされている。
音楽情報サイト『CDジャーナル』による本作の評価として、バックバンドの演奏に関しては「東京ドームでのゴージャスなライヴの場にいるような気分になる」と肯定的に評価したが、音や歌詞に関しては氷室が「生々しさ」とは無縁である事を指摘した上で、「音もラヴソング中心の歌詞も人工的で寒い」、「売れた者勝ちの世界の話」と酷評した。本作はオリコンアルバムチャートにおいて最高位第1位を獲得、登場回数は16回で売り上げ枚数は64.6万枚となった。
2003年7月21日にはデジタルリマスターおよび紙ジャケット仕様で、コピーコントロールCDにてリリースされた。2020年7月21日には全作品のサブスクリプションサービス解禁に伴い、デジタル・リマスターされた音源が配信された。

## ツアー
本作を受けてのコンサートツアーは「OVER SOUL MATRIX TOUR 1991」と題し、1991年5月9日の群馬音楽センター公演を皮切りに、39都市全45公演を実施、約15万人を動員した。ツアーファイナルには有明コロシアムでの4日間連続公演を行った。バックバンドのメンバーは、永井利光（ドラムス）、西山史晃（ベース）、香川誠（ギター）、西平彰（キーボード）の4名。
このツアーでは前回までのツアーとは対照的にシンプルなステージ構成となった。同ツアーの内、8月22日および23日の2日間に亘って開催された横浜アリーナ公演の模様が収録されたライブ・ビデオ『OVER SOUL MATRIX』が同年11月27日にリリースされた。

## 収録曲
- CDブックレットに記載されたクレジットを参照[30]。また、12曲目はインストゥルメンタルとなっている。

| #         | タイトル              | 作詞      | 作曲               | 編曲           | 時間  |
| --------- | --------------------- | --------- | ------------------ | -------------- | ----- |
| 1.        | 「CRIME OF LOVE」     | 氷室京介  | 氷室京介           | 西平彰、SP≒EED | 3:52  |
| 2.        | 「BLACK-LIST」        | 松井五郎  | 氷室京介           | 西平彰、SP≒EED | 4:15  |
| 3.        | 「VELVET ROSE」       | 松井五郎  | 氷室京介           | 西平彰、SP≒EED | 4:33  |
| 4.        | 「PSYCHIC BABY」      | 松井五郎  | 氷室京介、友森昭一 | 西平彰、SP≒EED | 3:39  |
| 5.        | 「MAXIMUM 100の憂鬱」 | 松井五郎  | 氷室京介           | 西平彰、SP≒EED | 3:18  |
| 6.        | 「WILD AT NIGHT」     | 松井五郎  | 氷室京介、友森昭一 | 西平彰、SP≒EED | 2:49  |
| 合計時間: | 合計時間:             | 合計時間: | 合計時間:          | 合計時間:      | 22:26 |

| #         | タイトル                               | 作詞               | 作曲      | 編曲           | 時間  |
| --------- | -------------------------------------- | ------------------ | --------- | -------------- | ----- |
| 7.        | 「STORMY NIGHT」                       | 松井五郎           | 氷室京介  | 西平彰、SP≒EED | 3:50  |
| 8.        | 「CLIMAX」                             | 氷室京介           | 氷室京介  | 西平彰、SP≒EED | 4:40  |
| 9.        | 「CABARET IN THE HEAVEN」              | 松井五郎           | 氷室京介  | 西平彰、SP≒EED | 3:52  |
| 10.       | 「MOON」                               | 松井五郎           | 氷室京介  | 西平彰、SP≒EED | 5:32  |
| 11.       | 「JEALOUSYを眠らせて (REMIX VERSION)」 | 氷室京介、松井五郎 | 氷室京介  | 西平彰         | 4:01  |
| 12.       | 「LOVER'S DAY -SOLITUDE-」             |                    | 氷室京介  | 西平彰         | 3:31  |
| 合計時間: | 合計時間:                              | 合計時間:          | 合計時間: | 合計時間:      | 25:26 |

## スタッフ・クレジット

### 参加ミュージシャン
CDブックレットに記載されたクレジットを参照。
- SP≒EED
  - 永井利光 – ドラムス
  - 春山信吾 – ベース
  - 友森昭一 – エレクトリック・ギター
  - 西平彰 – キーボード
- 美久月千晴 – ベース
- 浜口茂外也 – パーカッション
- 土方隆行 – エレクトリック・ギター
- 佐橋佳幸 – エレクトリック・ギター、アコースティック・ギター
- 本田雅人 – サックス、フルート
- 島健 – アコースティック・ピアノ
- 西本明 – アコースティック・ピアノ
- 渡辺等 – チェロ
- 坪倉唯子 – コーラス
- 山根麻衣 – コーラス
- クレイ・ローリー – コーラス
- 八木のぶお – ハーモニカ

### 参加ミュージシャン（詳細）
CDブックレットに記載されたクレジットを参照。
| 1. 「CRIME OF LOVE」 - 永井利光 – ドラムス - 春山信吾 – ベース - 友森昭一 – エレクトリック・ギター - 土方隆行 – ギター・ソロ - 西平彰 – キーボード 2. 「BLACK-LIST」 - 永井利光 – ドラムス - 春山信吾 – ベース - 友森昭一 – エレクトリック・ギター - 佐橋佳幸 – エレクトリック・ギター - 土方隆行 – ギター・ソロ - 西平彰 – キーボード - 本田雅人 – サックス - 坪倉唯子 – コーラス - 山根麻衣 – コーラス - クレイ・ローリー – コーラス 3. 「VELVET ROSE」 - 永井利光 – ドラムス - 浜口茂外也 – パーカッション - 美久月千晴 – フレットレスベース、スティックベース - 友森昭一 – エレクトリック・ギター - 西平彰 – キーボード - 本田雅人 – フルート 4. 「PSYCHIC BABY」 - 永井利光 – ドラムス - 春山信吾 – ベース - 友森昭一 – エレクトリック・ギター - 西平彰 – キーボード - 本田雅人 – サックス - 坪倉唯子 – コーラス - 山根麻衣 – コーラス 5. 「MAXIMUM 100の憂鬱」 - 永井利光 – ドラムス - 春山信吾 – ベース - 友森昭一 – エレクトリック・ギター - 西平彰 – キーボード、ハモンドオルガン 6. 「WILD AT NIGHT」 - 永井利光 – ドラムス - 春山信吾 – シンセベース - 友森昭一 – エレクトリック・ギター - 土方隆行 – ギター・ソロ - 西平彰 – キーボード - 本田雅人 – サックス - 坪倉唯子 – コーラス - 山根麻衣 – コーラス | 1. 「STORMY NIGHT」 - 永井利光 – ドラムス - 美久月千晴 – ベース - 土方隆行 – エレクトリック・ギター - 佐橋佳幸 – アコースティック・ギター - 友森昭一 – ギター・ソロ - 西平彰 – キーボード - 本田雅人 – ソプラノ・サックス 2. 「CLIMAX」 - 永井利光 – ドラムス - 浜口茂外也 – パーカッション - 春山信吾 – ベース - 友森昭一 – エレクトリック・ギター - 西平彰 – キーボード - 渡辺等 – チェロ 3. 「CABARET IN THE HEAVEN」 - 永井利光 – ドラムス - 春山信吾 – ベース - 土方隆行 – エレクトリック・ギター - 友森昭一 – ギター・ソロ - 西平彰 – キーボード - 島健 – アコースティック・ピアノ 4. 「MOON」 - 永井利光 – ドラムス - 春山信吾 – ベース - 佐橋佳幸 – エレクトリック・ギター、アコースティック・ギター - 西平彰 – キーボード - 西本明 – アコースティック・ピアノ - 八木のぶお – ハーモニカ 5. 「JEALOUSYを眠らせて (REMIX VERSION)」 - 永井利光 – ドラムス - 春山信吾 – ベース - 友森昭一 – エレクトリック・ギター、ギター・ソロ - 佐橋佳幸 – ギター・ソロ - 西平彰 – キーボード - 西本明 – アコースティック・ピアノ 6. 「LOVER'S DAY -SOLITUDE-」 - 西本明 – アコースティック・ピアノ |

### 録音スタッフ
CDブックレットに記載されたクレジットを参照。
- 西平彰 – プロデュース

- 坂元達也 – レコーディング・エンジニア、ミキシング・エンジニア
- 中林慶一 – レコーディング・エンジニア
- 中村悦広 – レコーディング・エンジニア
- 下川晴彦 – レコーディング・エンジニア
- 相川洋一 – マスタリング・エンジニア
- 守屋勝美（サウンドスカイスタジオ） – アシスタント・エンジニア
- 伊藤康宏（セディックスタジオ） – アシスタント・エンジニア
- 佐久間義則（ベイブリッジスタジオ） – アシスタント・エンジニア

- 山田正則（東芝EMI） – A&Rチーフ
- 子安次郎（東芝EMI） – A&Rディレクター
- 小寺ひさし（東芝EMI） – アシスタント・ディレクター

- 土屋浩（ユイ音楽工房） – アーティスト・プロデューサー
- 渋谷高行（ユイ音楽工房） – プロダクション・チーフ
- 斉藤宏（ユイ音楽工房） – AEチーフ・プロデューサー
- 鈴木祥紀（ユイ音楽工房） – プロダクション・マネージャー
- 高野和彦（ユイ音楽工房） – プロダクション・マネージャー
- 宮野真一（ユイ音楽工房） – プロダクション・スタッフ
- あらきただし（ユイ音楽工房） – プロダクション・スタッフ
- ましのともみ（ユイ音楽工房） – プロダクション・スタッフ
- やがさきゆうけん（ユイ音楽工房） – プロダクション・スタッフ

- 鶴田グループ（東芝EMI） – プロモーション・スタッフ

- やながわかつまさ (NAZ) – エキップメント
- ちょうたかし (RAM) – エキップメント

### その他スタッフ
- 太田典志（ロックオンカンパニー） – スペシャル・サンクス
- トミー染川（ロックオンカンパニー） – スペシャル・サンクス
- 貝瀬啓子（サウンドスカイスタジオ） – スペシャル・サンクス
- つるしの（セディック） – スペシャル・サンクス
- ふじいゆみこ（キティレコード） – スペシャル・サンクス
- わたりこういち（レオミュージック） – スペシャル・サンクス
- レオミュージック – スペシャル・サンクス
- 株式会社ムーヴ – スペシャル・サンクス
- おおきにプロジェクト – スペシャル・サンクス
- ハーフトーンミュージック – スペシャル・サンクス
- KING SWING – スペシャル・サンクス
- ALGERNON – スペシャル・サンクス

- 後藤由多加（ユイ音楽工房） – エグゼクティブ・プロデューサー
- 石坂敬一（東芝EMI） – エグゼクティブ・プロデューサー
- 下河辺晴三（東芝EMI） – エグゼクティブ・プロデューサー

### 美術スタッフ
- 森谷統 (LOUISIANA COMPANY) – クリエイティブ・ディレクター、アートディレクター
- 北澤宏佳 – アートディレクター、デザイナー
- まつおみやこ – デザイナー
- 小木曽威夫 – 写真撮影
- 横原義雄 (FELLOWS) – ヘアー・メイク
- わたなべかえで (LOUISIANA COMPANY) – ビジュアル・スタッフ
- とびたみき (LOUISIANA COMPANY) – ビジュアル・スタッフ
- みかねたくろう (LOUISIANA COMPANY) – ビジュアル・スタッフ
- ジャン・ポール・モジリアーニ – イラストレーション

## チャート、認定
| チャート         | 最高順位 | 登場週数 | 売上数   | 出典  |
| ---------------- | -------- | -------- | -------- | ----- |
| 日本（オリコン） | 1位      | 16回     | 64.6万枚 | [ 2 ] |

| 国/地域 | 認定組織         | 日付      | 認定     | 売上数   | 出典  |
| ------- | ---------------- | --------- | -------- | -------- | ----- |
| 日本    | 日本レコード協会 | 1991年4月 | プラチナ | 400,000+ | [ 3 ] |

## リリース日一覧
| No. | リリース日    | レーベル                  | 規格 | カタログ番号 | 備考                                                       | 出典                |
| --- | ------------- | ------------------------- | ---- | ------------ | ---------------------------------------------------------- | ------------------- |
| 1   | 1991年4月6日  | 東芝EMI／イーストワールド | CD   | TOCT-6000    |                                                            | [ 2 ] [ 23 ] [ 33 ] |
| 2   | 1991年4月6日  | 東芝EMI／イーストワールド | CT   | TOTT-6000    |                                                            | [ 2 ]               |
| 3   | 2003年7月21日 | 東芝EMI／イーストワールド | CCCD | TOCT-25087   | デジタルリマスタリング盤、紙ジャケット仕様、期間限定生産盤 | [ 34 ] [ 35 ]       |